# Преображение (Приморский край)
Преображе́ние — посёлок городского типа в Лазовском районе Приморского края. Расположен на берегу бухты Преображение Японского моря. Со стороны суши окружен Лазовским государственным заповедником. Расстояние до Владивостока по автодороге — 315 км, по морю — 195 км. Соединено автотрассой Р448 с селом Лазо, расстояние до районного центра 80 км.
Бухта Преображения, в честь которой был назван поселок, была открыта 19 августа 1860 года — в день православного праздника Преображения Господня. Сам поселок был основан несколько позже, в начале XX века. На въезде в поселок установлен православный крест и памятная таблица с датой основания: село Соколовка 1903 год.
Население поселка — 6036 чел. (2024).
Преображение — крупный рыбацкий посёлок. Градообразующее предприятие — Преображенская база тралового флота, в настоящее время находящееся в состоянии упадка и стагнации.
К югу от посёлка находится заповедный остров Петрова.

## История
Следы деятельности человека можно встретить в любом месте в окрестностях поселка. Каменные орудия труда, каменные грузила для ловли рыбы, кварцевые наконечники стрел, остатки керамической посуды, железные боевые топоры, различные детали из железа и редкие бронзовые украшения — все эти находки имеют возраст от 2 тыс. лет до нашей эры и вплоть до начала XIII века нашей эры. Этнографические экспедиции насчитали 48 стоянок и городищ в Лазовском районе. В окрестностях бухты Преображения встречаются многие неописанные стоянки человека.
На этой территории в 698—926 гг. была часть мохейского государства Бохай, в 1115—1243 гг. существовала северная часть Чжурчженьской империи. После тридцатилетней кровопролитной войны с нашествием монголов Чжурчженьское государство было стерто с лица земли, почти все население — истреблено. С тех пор край обезлюдел. Немногочисленные остатки малых народностей ушли в глухие таежные места — вглубь материка на север.
Прошло почти 500 лет, прежде чем эти места западного побережья Тихого Океана стали осваиваться русскими первопроходцами и военными моряками.
В начале XX века на берегах бухты Соколовской, расположенной рядом с бухтой Преображения, поселились несколько ссыльных семей, позднее возникло поселение Соколовка, основанное переселенцами — крестьянами из Украины. Официальная дата основания села Соколовка — 1903 год. Преображение — рыбацкий поселок. Градообразующее предприятие — ОАО «Преображенская база тралового флота». К освоению рыбного дела в бухте Преображение приступили во времена НЭП.
В 1926 году в бухте Преображения находились населенные пункты, которые в будущем, возможно, стали частью посёлка Преображение. Село: Соколовка (Соколовская) (267 чел), поселок: Преображение-бухта (105 чел), хутора: Квандагоу (48 чел), Лангуевский (7 чел), Мимоктай-Долина (3 чел), Обондой (5 чел), Поленгауза (Саленек) (25 чел), Поляна 1 (24 чел), Поляна 2 (19 чел), Поляна 3 (41 чел)
В 1928 году частник Григорьев основал засольный лабаз, через два года предприятие было национализировано. В бухте Преображение началось строительство. Со временем предприятие стало одним из ведущих в Дальгосрыбстрое. Развитию рыбокомбината помешала Великая Отечественная война. После войны рыболовецкое предприятие развивается, преобразовывается в Управление активного морского рыболовства, Управление тралового флота и, наконец, в Преображенскую базу тралового флота Приморрыбпрома. Осваиваются новые виды и новые районы промысла, поступает новый, современный флот.
Жители сел Ливония, Красная Соколовка и Преображения сливаются в 1967 г. в рабочий поселок Преображение.
В 1980 году за высокие производственные показатели Преображенская база тралового флота награждена орденом Трудового Красного Знамени. Сегодня с полной отдачей сил и с любовью к своей профессии трудятся люди в своем родном поселке. Существуют общественные организации: Совет ветеранов войны и труда, общество инвалидов.

## Климат
Климат посёлка ― умеренный муссонный, влажный. Благодаря влиянию Приморского течения зима теплее, чем в материковых районах края, а лето прохладнее. Наиболее тёплые месяцы года — июль, август и сентябрь. Весна длительная и прохладная. Осень, как правило, наступает несколько медленнее, чем в материковых районах края. Среднее число часов солнечного сияния достигает 2400, причем бо́льшая их часть приходится на зимний период, в то время как для летнего периода характерно преобладание облачной/пасмурной погоды.
Всемирная метеорологическая организация приняла решение о необходимости расчёта двух климатических норм: климатологической стандартной и опорной. Климатологическая стандартная норма обновляется каждые десять лет, опорная норма охватывает период с 1961 г. по 1990 г..
- Среднегодовая температура воздуха — 6,2 °C
- Абсолютный максимум +33,6 °С
- Абсолютный минимум −27,4 °С
- Относительная влажность воздуха — 66 %.
- Средняя скорость ветра — 2,9 м/с[5]

| Показатель              | Янв.  | Фев.  | Март  | Апр. | Май  | Июнь | Июль | Авг. | Сен. | Окт. | Нояб. | Дек.  | Год   |
| ----------------------- | ----- | ----- | ----- | ---- | ---- | ---- | ---- | ---- | ---- | ---- | ----- | ----- | ----- |
| Абсолютный максимум, °C | 9,9   | 10,6  | 19,4  | 23,9 | 29,7 | 31,8 | 31,0 | 33,6 | 30,1 | 23,6 | 19,3  | 11,4  | 33,6  |
| Абсолютный минимум, °C  | −25,5 | −25,3 | −19,1 | −9,1 | −1,9 | 0,5  | 6,3  | 6,9  | −1,3 | −9,4 | −20,4 | −27,4 | −27,4 |
| Источник:               |       |       |       |      |      |      |      |      |      |      |       |       |       |

| Показатель                    | Янв.  | Фев. | Март | Апр. | Май  | Июнь | Июль | Авг. | Сен. | Окт. | Нояб. | Дек. | Год  |
| ----------------------------- | ----- | ---- | ---- | ---- | ---- | ---- | ---- | ---- | ---- | ---- | ----- | ---- | ---- |
| Средний суточный максимум, °C | −2,3  | −0,2 | 4,3  | 9,9  | 13,8 | 16,8 | 21,0 | 23,3 | 20,9 | 14,6 | 6,4   | −0,6 | 10,7 |
| Средняя температура, °C       | −7,1  | −5,1 | −0,3 | 4,9  | 9,0  | 12,8 | 17,4 | 19,9 | 16,5 | 9,9  | 1,7   | −5,5 | 6,2  |
| Средний суточный минимум, °C  | −11,2 | −9,2 | −4   | 1,4  | 5,7  | 9,9  | 15,0 | 16,9 | 12,3 | 5,4  | −2,2  | −9,3 | 2,6  |
| Норма осадков, мм             | 10    | 19   | 29   | 42   | 79   | 72   | 139  | 151  | 107  | 59   | 49    | 27   | 783  |
| Источник:                     |       |      |      |      |      |      |      |      |      |      |       |      |      |

| Показатель              | Янв. | Фев. | Март | Апр. | Май | Июнь | Июль | Авг. | Сен. | Окт. | Нояб. | Дек. | Год |
| ----------------------- | ---- | ---- | ---- | ---- | --- | ---- | ---- | ---- | ---- | ---- | ----- | ---- | --- |
| Средняя температура, °C | −8,2 | −6,2 | −0,9 | 4,3  | 8,5 | 11,8 | 16,6 | 19,0 | 15,3 | 8,9  | 1,1   | −5,5 | 5,4 |
| Норма осадков, мм       | 15   | 19   | 24   | 63   | 58  | 79   | 131  | 146  | 125  | 54   | 50    | 22   | 786 |
| Источник:               |      |      |      |      |     |      |      |      |      |      |       |      |     |

| Показатель                  | Янв. | Фев. | Март | Апр. | Май | Июнь | Июль | Авг. | Сен. | Окт. | Нояб. | Дек. |     |
| --------------------------- | ---- | ---- | ---- | ---- | --- | ---- | ---- | ---- | ---- | ---- | ----- | ---- | --- |
| Средняя влажность, %        | 45   | 48   | 56   | 67   | 77  | 87   | 89   | 86   | 77   | 64   | 54    | 47   | 66  |
| Средняя скорость ветра, м/с | 3,3  | 3,0  | 2,9  | 2,9  | 2,8 | 2,6  | 2,4  | 2,6  | 3,0  | 3,1  | 3,1   | 3,2  | 2,9 |
| Источник:                   |      |      |      |      |     |      |      |      |      |      |       |      |     |

| Солнечное сияние, часов за месяц. | Солнечное сияние, часов за месяц. | Солнечное сияние, часов за месяц. | Солнечное сияние, часов за месяц. | Солнечное сияние, часов за месяц. | Солнечное сияние, часов за месяц. | Солнечное сияние, часов за месяц. | Солнечное сияние, часов за месяц. | Солнечное сияние, часов за месяц. | Солнечное сияние, часов за месяц. | Солнечное сияние, часов за месяц. | Солнечное сияние, часов за месяц. | Солнечное сияние, часов за месяц. | Солнечное сияние, часов за месяц. |
| Период                            | Янв                               | Фев                               | Мар                               | Апр                               | Май                               | Июн                               | Июл                               | Авг                               | Сен                               | Окт                               | Ноя                               | Дек                               | Год                               |
| 1991—2020 гг.                     | 202                               | 204                               | 232                               | 212                               | 225                               | 176                               | 163                               | 178                               | 215                               | 226                               | 185                               | 184                               | 2402                              |
| До 1966 г.                        | 210                               | 215                               | 222                               | 203                               | 202                               | 168                               | 163                               | 168                               | 218                               | 227                               | 199                               | 194                               | 2389                              |
| --------------------------------- | --------------------------------- | --------------------------------- | --------------------------------- | --------------------------------- | --------------------------------- | --------------------------------- | --------------------------------- | --------------------------------- | --------------------------------- | --------------------------------- | --------------------------------- | --------------------------------- | --------------------------------- |

| Показатель                                                   | Янв.  | Фев.  | Март | Апр. | Май  | Июнь | Июль | Авг. | Сен. | Окт. | Нояб. | Дек.  | Год   |
| ------------------------------------------------------------ | ----- | ----- | ---- | ---- | ---- | ---- | ---- | ---- | ---- | ---- | ----- | ----- | ----- |
| Абсолютный максимум, °C                                      | 5,8   | 10,5  | 19,4 | 23,9 | 28,3 | 27,6 | 29,2 | 31,6 | 28,8 | 22,6 | 17,5  | 9,6   | 31,6  |
| Средний суточный максимум, °C                                | −3    | −0,9  | 4,2  | 9,8  | 13,8 | 16,7 | 21,2 | 23,8 | 20,8 | 14,4 | 6,0   | −1,2  | 10,5  |
| Средняя температура, °C                                      | −7,8  | −5,6  | −0,3 | 5,0  | 9,2  | 12,9 | 17,7 | 20,2 | 16,5 | 9,7  | 1,6   | −5,8  | 6,1   |
| Средний суточный минимум, °C                                 | −11,6 | −9,7  | −4   | 1,4  | 6,0  | 10,2 | 15,4 | 17,4 | 12,5 | 5,4  | −2,1  | −9,6  | 2,6   |
| Абсолютный минимум, °C                                       | −22,1 | −22,3 | −14  | −7,6 | 0,5  | 4,2  | 9,5  | 6,9  | 2,2  | −4,5 | −13,9 | −21,3 | −22,3 |
| Средняя облачность, окты                                     | 2,6   | 3,0   | 4,0  | 4,9  | 6,0  | 6,5  | 6,9  | 6,6  | 4,8  | 3,5  | 3,8   | 3,1   | 4,6   |
| Норма осадков, мм                                            | 10    | 26    | 28   | 51   | 88   | 72   | 174  | 143  | 114  | 58   | 60    | 44    | 867   |
| Средняя влажность, %                                         | 45    | 48    | 56   | 66   | 77   | 87   | 89   | 84   | 76   | 62   | 56    | 47    | 66    |
| Средняя скорость ветра, м/с                                  | 2,7   | 2,4   | 2,3  | 2,4  | 2,3  | 2,0  | 1,9  | 2,2  | 2,6  | 2,4  | 2,6   | 2,7   | 2,4   |
| Источник: Погода и Климат (компиляция данных с метеостанции) |       |       |      |      |      |      |      |      |      |      |       |       |       |

## Население

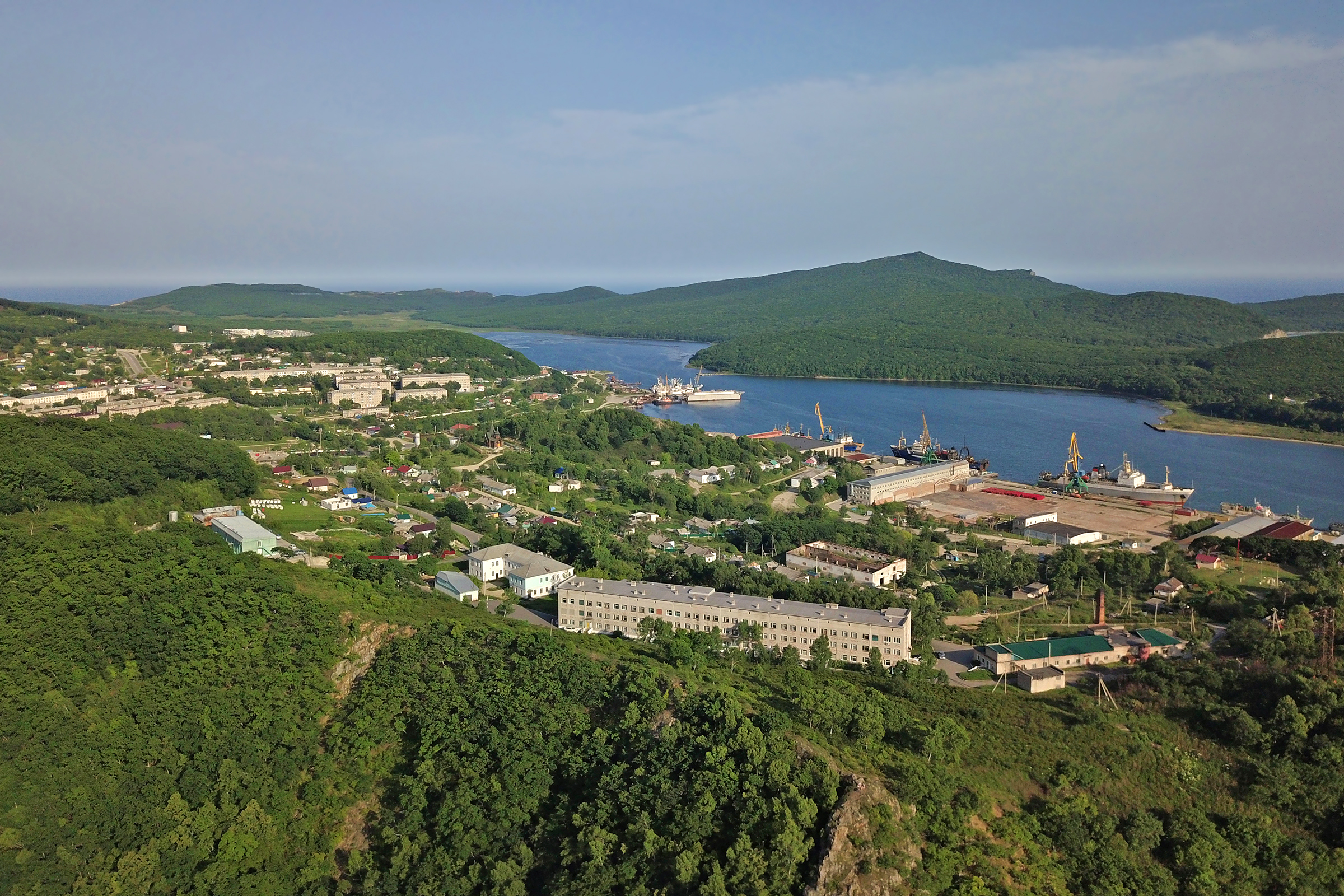
Вид на Преображение и ПБТФ

| 1912  | 1915  | 1926  | 1970  | 1979    | 1989    | 2002  |
| ----- | ----- | ----- | ----- | ------- | ------- | ----- |
| 210   | ↗533  | ↗544  | ↗7768 | ↗10 571 | ↗12 213 | ↘9335 |
| 2007  | 2008  | 2009  | 2010  | 2011    | 2012    | 2013  |
| ↘8784 | ↘8681 | ↘8554 | ↘7184 | ↘7156   | ↘7085   | ↘6992 |
| 2014  | 2015  | 2016  | 2017  | 2018    | 2019    | 2020  |
| ↘6861 | ↘6724 | ↘6617 | ↘6538 | ↗6836   | ↘6457   | ↗6693 |
| 2021  | 2023  | 2024  |       |         |         |       |
| ↘6529 | ↘6258 | ↘6036 |       |         |         |       |

## Экономика
На территории поселка работают предприятия: ОАО «Преображенская база тралового флота», ЗАО ПРДП «Преображенский рыбокомбинат», ООО «Дальпласт» — выпускает изделия промышленного и бытового назначения из пластмассы, ООО «Приморск» — судоремонт. Градообразующее предприятие — ОАО «Преображенская база тралового флота». Численность работающих на данном предприятии составляет около 2 000 человек. Основная отрасль реального сектора экономики поселения — рыбная промышленность. На территории поселения зарегистрировано 53 организации и 160 индивидуальных предпринимателей — 60 % от общерайонного. Численность занятых в экономике составляет 3,5 тыс. человек, из них 3,3 тыс. человек работают в организациях. Средняя заработная плата за 2011 год — 21615 руб., что по сравнению с 2010 годом выше на 10,8 %. Безработных на 1 мая 2012 года зарегистрировано 160 человек.

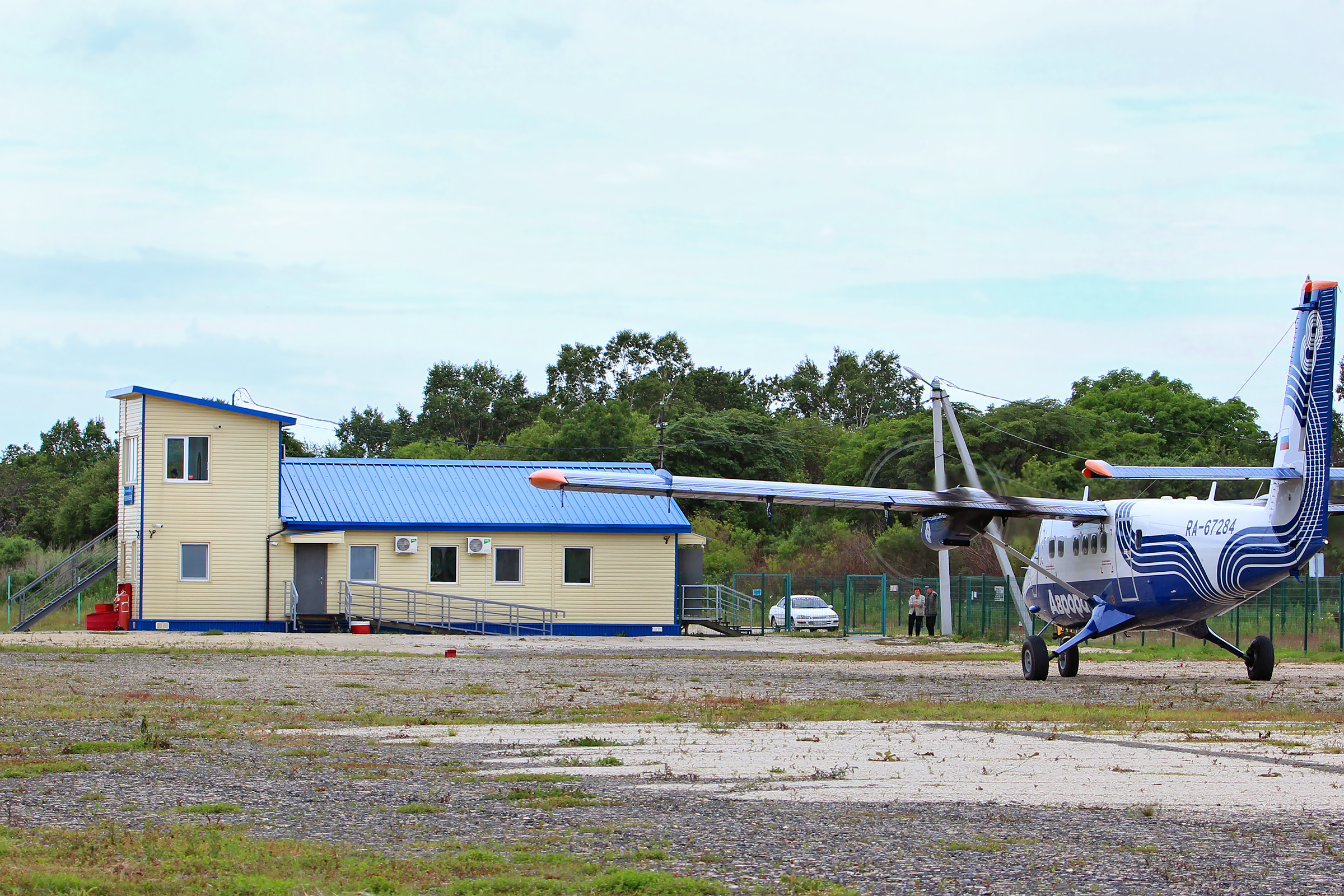
Посадочная площадка в Преображении и самолет DHC-6

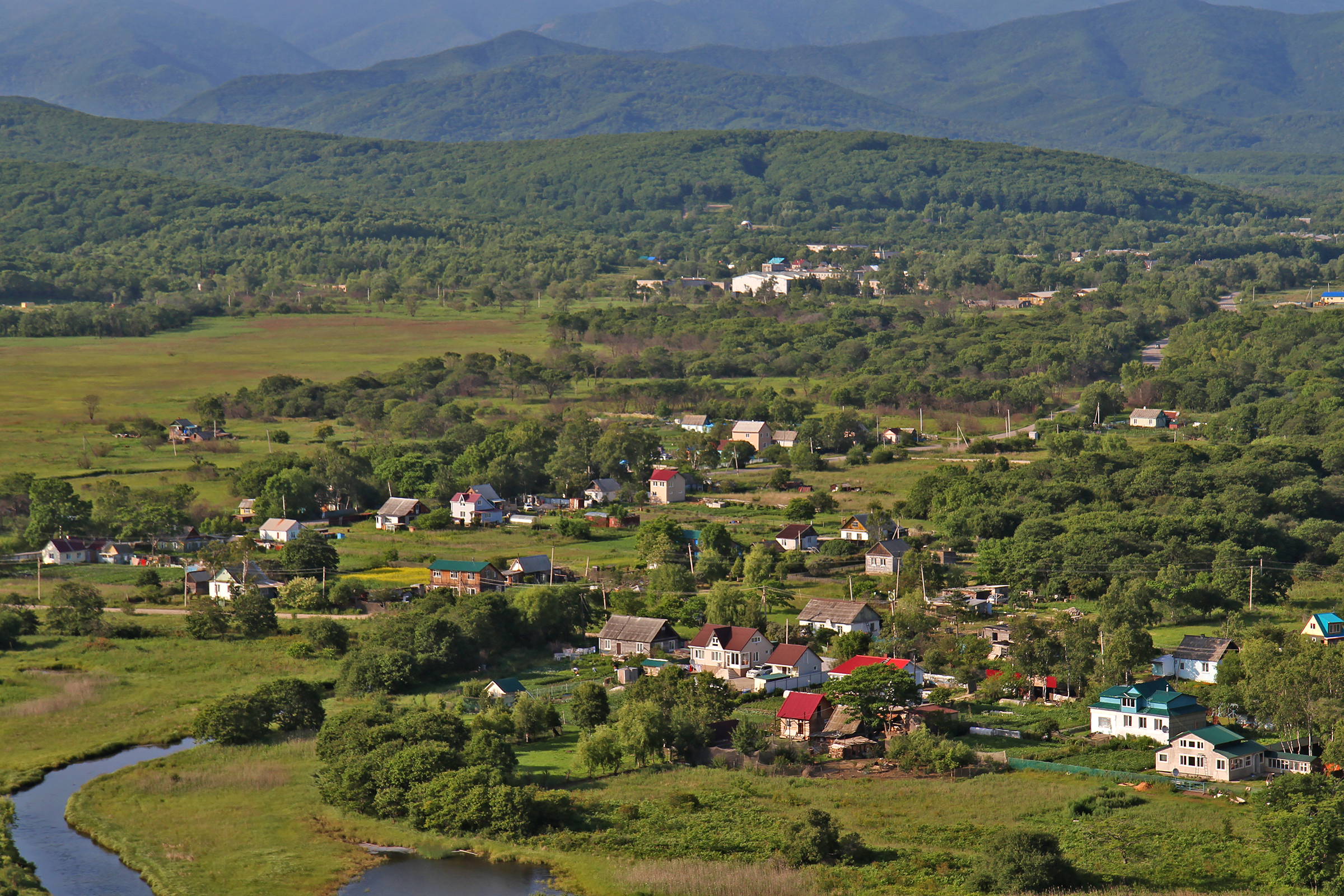
Вид на Преображение

## Достопримечательности
- Памятник воинам-рыбакам, павшим в годы Великой Отечественной войны. Расположен на сопке Памяти в центре поселка.
- Мемориал Славы, посвящен жителям поселка, павшим в годы Великой Отечественной войны. Сквер около Киноконцертного комплекса «Преображение» (ДК).
- Музей истории Преображенской базы тралового флота (с элементами музея краеведения). Здание Киноконцертного комплекса «Преображение» (Дом культуры).
- Мемориальный знак в виде камня, посвящен ветеранам войны и труда. Поселковое кладбище.
- Памятный знак в виде креста на въезде в поселок.
- Церковь «Приход храма Преображения Господня» русской православной церкви.

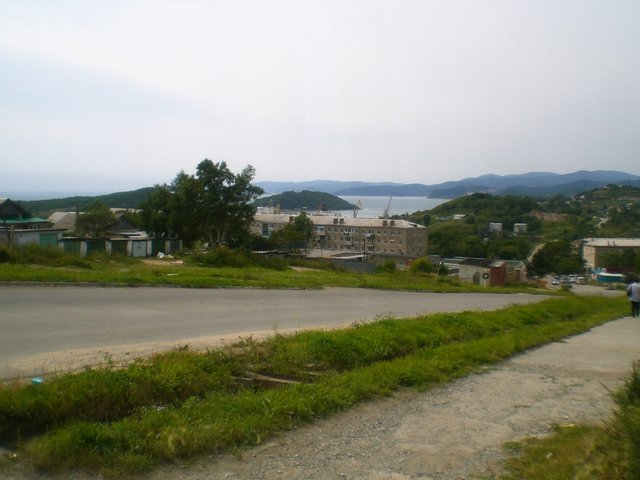
Посёлок Преображение Приморского края. Вид с южного холма.
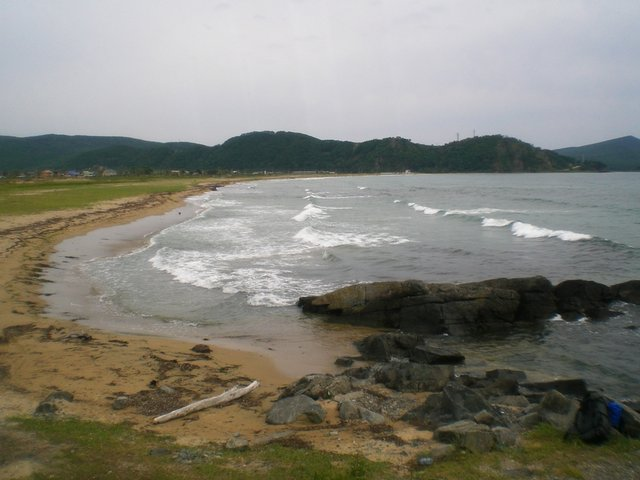
Бухта Соколовская.
Памятник возле Дома Культуры.
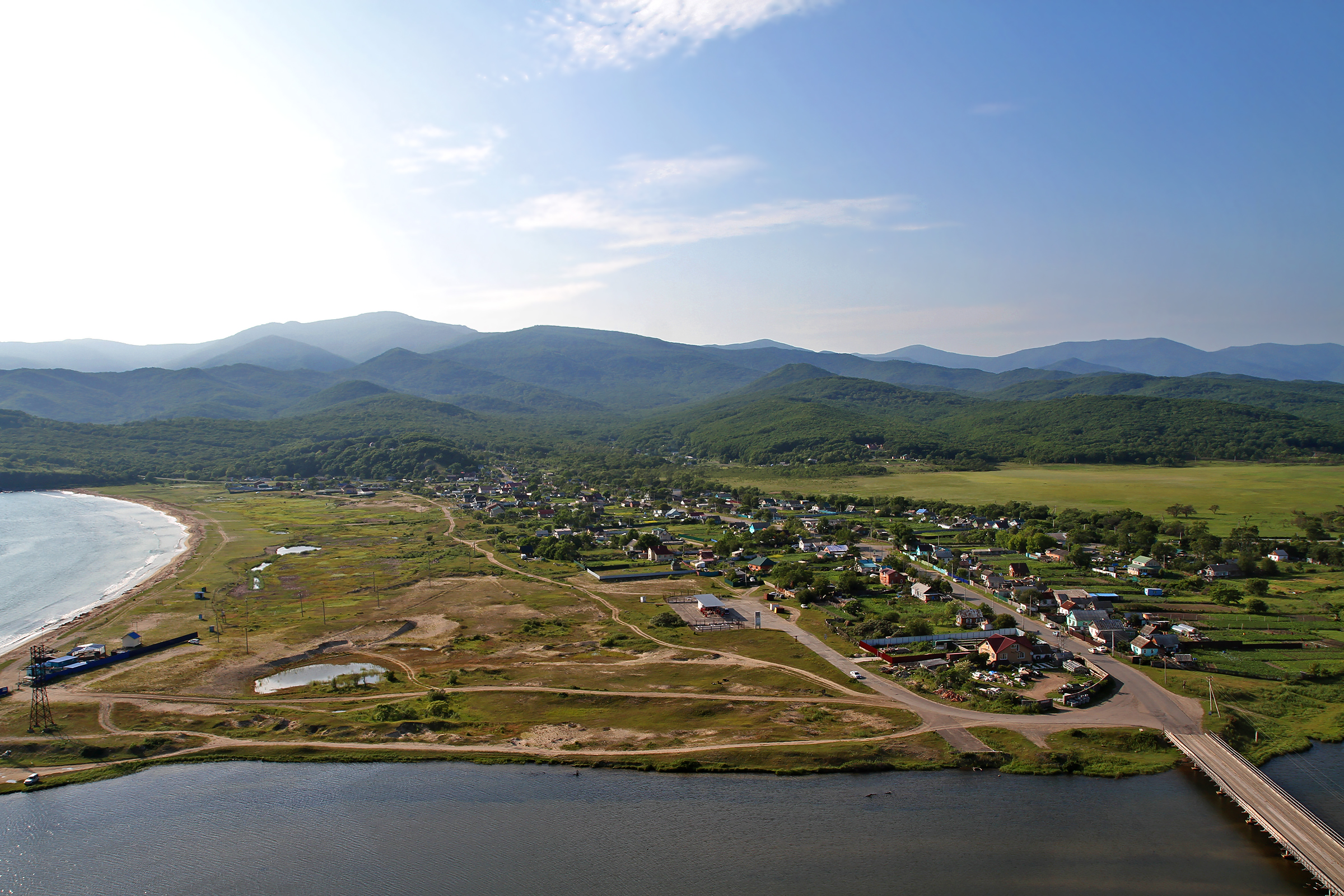
Вид на Преображение